# Епархия Маганге

Герб епархии Маганге

Епархия Маганге (лат. Dioecesis Maganguensis) — епархия Римско-Католической церкви с центром в городе Маганге, Колумбия. Епархия Маганге входит в митрополию Картахены. Кафедральным собором епархии Маганге является церковь Пресвятой Девы Марии.

## История
25 апреля 1969 года Римский папа Павел VI выпустил буллу «Recta sapiensque», которой учредил епархию Маганге, выделив её из архиепархии Картахены.

## Ординарии епархии
- епископ Eloy Tato Losada, I.E.M.E.[1] (25.04.1969 — 31.05.1994);
- епископ Armando Larios Jiménez (31.03.1994 — 8.03.2001) — назначен епископом Риоачи;
- епископ Jorge Leonardo Gómez Serna, O.P. (3.11.2001 — 30.07.2012).
- епископ Ariel Lascarro Tapia (с 21.11.2014)

## Источник
- Annuario Pontificio, Libreria Editrice Vaticana, Città del Vaticano, 2003, ISBN 88-209-7422-3
- Булла Recta sapiensque  (лат.)